# Itaipava do Grajaú
Itaipava do Grajaú – miasto i gmina w Brazylii, w Regionie Północno-Wschodnim, w stanie Maranhão.  
Ma powierzchnię 1238,82 km². Według danych ze spisu ludności w 2010 roku gmina liczyła 14 297 mieszkańców, a gęstość zaludnienia wynosiła 11,54 osób/km². Dane szacunkowe z 2019 roku podają liczbę 16 057 mieszkańców. 
W 2017 roku produkt krajowy brutto per capita wyniósł 4920,06 reali brazylijskich.
Gminę utworzono w 1994 roku, wcześniej tereny te administracyjnie były przynależne do gminy Grajaú.